# Crawley Town F.C.
Crawley Town Football Club là một câu lạc bộ bóng đá Anh thành lập năm 1896, nằm ở Crawley, West Sussex. Crawley đang thi đấu ở Football League One, sau khi giành suất lên hạng với chiến thắng sát nút 1–0 trước Accrington Stanley ở vòng đấu cuối cùng mùa giải 2011-12. Sân nhà của CLB là Broadfield Stadium. Từ khi lên chơi ở Football Conference năm 2004, CLB trải qua một cuộc khủng hoảng tài chính trước khi thi đấu ở Football League kể từ mùa giải 2010–11. Cùng năm đó họ vào đến vòng 5 FA Cup, và thất bại trước Manchester United.

## Lịch sử

### Những năm đầu tiên
Thành lập năm 1896, Crawley Town là thành viên sáng lập nên West Sussex Football League, tham gia Junior Division. Họ thi đấu ở West Sussex League trong 5 năm, sau đó chuyển sang Mid-Sussex League và giành chức vô địch trong mùa giải thứ 2 thi đấu ở đây.
Đội bóng tiếp tục thi đấu ở đó cho đến năm 1951, họ gia nhập Sussex County League trong 5 năm trước khi chuyển sang Metropolitan League, giải đấu dành cho cả đội bóng chuyên nghiệp và không chuyên. Crawley thi đấu với tư cách nghiệp dư và năm 1959, họ vô địch Metropolitan League Challenge Cup.
Crawley chuyển sang bán chuyên nghiệp năm 1962 và năm sau đó, họ gia nhập Division One của Southern League. Năm 1969, đội bóng thăng hạng Premier Division nhưng niềm vui chưa được bao lâu thì mùa sau đó họ lại xuống hạng cho đến mùa giải 1983–84 họ mới trở lại với tư cách Á quân.
CLB giành được nhiều thành công ở các giải đấu cup, vô địch Sussex Professional Cup năm 1970, Gilbert Rice Floodlight Cup năm 1980,1984, Southern Counties Combination Floodlight Cup năm 1986, và Sussex Senior Cup năm 1990, 1991. Họ vô địch Sussex Floodlight Cup 3 mùa liên tiếp từ năm 1991 đến năm 1993 và một lần nữa ở mùa giải 1998–99.
Cho dù với nhiều thành công ở các giải đấu cup, chuỗi đấu cup thành công nhất của Crawley là ở mùa giải 1991–92, họ vào đến vòng 3 của The FA Cup chạm trán kình địch Brighton trước sự chứng kiến của 18,301 người ở Goldstone Ground và thất bại với tỷ số 5-0.
Năm 2004, Red Devils đánh dấu mùa giải thứ 20 thi đấu ở Premier Division của Southern League bằng việc giành chức vô địch một cách thuyết phục với cách biệt 12 điểm so với đội xếp sau, thêm vào đó là chức vô địch League Cup lần thứ 2 cùng với danh hiệu Championship Match của giải đấu. Họ đoạt ngôi vô địch trước 4 vòng đấu sau khi đánh bại Welling United 3-0. Crawley sẽ lần đầu tiên lên thi đấu ở Football Conference, cấp độ cao nhất của bóng đá non-League.

### Conference
Vị trí thứ 12 chung cuộc trong mùa giải đầu tiên thi đấu ở National Division là một thành tích tuyệt vời của một đội bóng không chuyên có thứ hạng cao nhất quốc gia. Crawley cũng bảo vệ được Sussex Senior Cup sau khi đánh bại Ringmer.
Năm 2005, SA Group mua lại CLB và quyết định đưa đội bóng lần đầu tiên trong lịch sử lên thi đấu chuyên nghiệp. Mặc dù điều đó là cần thiết để cho phép họ thi đấu, nhưng một số trụ cột đã phải ra đi, bao gồm cả cầu thủ được người hâm mộ bình chọn Charlie MacDonald và thủ môn Andy Little, người không thể từ bỏ để lên thi đấu chuyên nghiệp.
Mùa giải 2005–06 của Crawley khởi đầu không thuận lợi khi họ xếp thứ 3 từ dưới lên và bị loại khỏi FA Cup sau trận thua bất ngờ trước Braintree Town. Francis Vines sau đó bị sa thải và được thay thế bởi cựu HLV kiểm cầu thủ của Chelsea FC John Hollins và trợ lý Alan Lewer. Mọi thứ còn trở nên tệ hơn với Crawley khi lượng khán giả đến cổ vũ giảm sút nghiêm trọng, ảnh hưởng đến thu nhập của CLB, do đó chủ sở hữu của CLB phải cắt giảm lương của cầu thủ và nhân viên còn 50% vì thiếu quỹ. Nhiều cầu thủ chủ chốt rời khỏi đội, trong đó có cả đội trưởng Ian Simpemba, Simon Wormull và cầu thủ có giá chuyển nhượng kỉ lục Daryl Clare; có vẻ như chắc chắn đội bóng sẽ xuống hạng. Tuy nhiên, 5 trận thắng liên tiếp trong tháng 3 và tháng 4 giúp CLB vươn lên vị trí thứ 17 và cách nhóm xuống hạng 10 điểm. Cuối mùa giải CLB bị trừ đi 3 điểm do vi phạm ngân sách thi đấu hàng năm, nhưng cũng không ảnh hưởng đến vị trí chung cuộc, đội bóng vẫn an toàn nhưng sau đó họ lại rơi vào khủng hoảng..
Tháng 8 năm 2006, CLB được thông báo sẽ giải thể vì thiếu nợ và chỉ còn một tiếng trước khi phải thanh toán. Tuy nhiên, CLB được cứu thoát ngay phút chót và cho phép họ được tiếp tục thi đấu, cùng với việc bị trừ 10 điểm vì rơi vào khủng hoảng.
Crawley khởi đầu mùa giải 2006–07 bằng 3 trận thắng mở màn nhưng lại bị trừ đi hết do đội bóng bị phạt 10 điểm. Tuy nhiên vào tháng sau đó, phong độ CLB giảm đi, điều đó khiến cho John Hollins và Alan Lewer mất việc. Thông báo này thật sự làm người hâm mộ không vui khi cặp đôi này đã gắn bó với Crawley khi những người khác quyết định ra đi và họ đã giúp đội bóng vượt lên khỏi tốp dưới bảng xếp hạng mặc dù bị phạt trừ 10 điểm. Họ được thay thế bởi các cầu thủ Ben Judge và David Woozley với sự trợ giúp của John Yems, một cựu HLV của Fulham FC và Millwall FC. Bộ ba này khởi đầu khá suôn sẻ khi giành được 10 trên 12 điểm tối đa. Crawley kết thúc mùa giải ở vị trí thứ 18 và thoát khỏi nhóm xuống hạng khi đạt đủ số điểm trụ hạng mà họ cần ngay ở vòng đấu cuối của mùa giải.
Khởi đầu mùa giải 2007–08, một triều đại mới được thiết lập khi Victor Marley lên làm Chủ tịch và Steve Evans làm HLV, cùng trợ lý Paul Raynor. Mùa giải khởi đầu không theo cách thuận lợi nhất khi CLB bị trừ 6 điểm bởi lý do tài chính. Cho dù vấn đề tài chính của CLB và việc bị trừ điểm chưa được giải quyết, Crawley kết thúc mùa giải với vị trí thứ 15 an toàn, và là á quân của Sussex Senior Cup.
Tháng 4 năm 2008, Prospect Estate Holdings Limited kiểm soát Crawley sau khi mua từ SA Group cùng với chủ cũ John Duly. Nỗi lo lắng về tài chính của CLB chấm dứt và có thể hướng tới việc tái thiết và khởi đầu mùa giải 2008–09 một cách thuận lợi.

### Thành tích tại FA Cup & Football League
Năm 2010, Bruce Winfield thông báo rằng ông cùng với Susan Carter trở thành các cổ đông lớn và thu hút nhiều nguồn đầu tư cho CLB, một vài trong số đó từ nước ngoài. Sự đầu tư này cho phép HLV Steve Evans xây dựng lại đội hình, chứng kiến việc 23 cầu thủ ký hợp đồng thời hạn 6 tháng bao gồm cả Matt Tubbs, với giá trị £70,000 Sergio Torres với kỉ lục £100,000, và Richard Brodie với mức phí không được tiết lộ, nhưng được ước tính khoảng kỉ lục mới của Conference, £275,000.
Sự đầu tư đã phát huy tác dụng khi Crawley cạnh tranh cho một suất lên chơi ở Football League và tạo nên hành trình đáng chú ý tại F.A Cup khi đánh bại đội bóng của Championship Derby County 2–1 tại vòng 3, theo sau bởi trận thắng 1–0 trước đội bóng ở League Two Torquay United ở vòng 4 và tạo nên một trận đấu trong mơ tại Old Trafford khi đối mặt với Manchester United ở vòng 5. Crawley thất bại 1–0 trước sự chứng kiến của 9,000 cổ động viên Crawley và không thể có một trận hòa khi phút thứ 93, cú đánh đầu của Richard Brodie bóng đập trúng xà ngang.
Chuỗi thành tích đấu cup của Crawley và cái chết của người chủ Bruce Winfield, không làm dừng lại quá trình thi đấu của họ trong mùa giải khi chỉ 19 ngày sau ngày mất của Winfield, Crawley giành được chức vô địch Conference khi đánh bại Tamworth 3–0 và lần đầu tiên trong lịch sử CLB lên chơi ở Football League.
Một lần nữa họ lại đạt thành tích cao ở FA Cup khi đánh bại các đội bóng của Championship Bristol City trên sân nhà và Hull City trên sân khách cùng với tỉ số 1–0. Họ thất bại 2–0 trước Stoke City tại vòng 5, đối thủ tại Premier League đầu tiên của Crawley thi đấu ở Broadfield Stadium.
Crawley kết thúc năm 2011 khi đứng đầu League Two; một khởi đầu tích cực cho chiến dịch đầu tiên của họ ở Football League. Tuy nhiên, thay vì những thành công liên tiếp ở FA Cup, phong độ họ bị giảm sút. Từ ngày 17 tháng 12 năm 2011 đến ngày 13 tháng 3 năm 2012, Crawley chỉ giành chiến thắng 2 trong 14 trận đấu. Nhiều người cho rằng việc bán Matt Tubbs và Tyrone Barnett với giá tương ứng £800,000 và £1,100,000, cũng như không thành công khi thương lượng với Andy Drury góp phần trong sự giảm sút phong độ đó của họ. 3 cầu thủ Crawley dính líu tới một vụ ẩu đả sau trận đấu  với Bradford City, trong đó cựu đội trưởng Pablo Mills (bị cấm thi đấu 6 trận) và hậu vệ Claude Davis (bị cấm thi đấu 4 trận). Tổng cộng có 5 cầu thủ của cả hai đội bị cấm thi đấu bằng với kỉ lục số cầu thủ bị đuổi nhiều nhất trong một trận đấu ở Anh. Hậu quả là Crawley bị phạt £18,000. Theo tìm hiểu của F.A. đối với các sự kiện đã xảy ra, Kyle McFadzean nhận hình phạt bị cấm thi đấu 4 trận sau khi bị buộc tội có hành vi bạo lực. Tất cả ba cầu thủ sau đó đã đưa ra lời xin lỗi và bị phạt 2 tuần lương. Mặc dù cho sự nhận lỗi đó, Mills vẫn bị tước băng đội trưởng vì không xứng đáng với vai trò là đội trưởng của CLB. Anh ta đã bị CLB giải phóng cuối mùa giải 2011-12.
Ngày 9/4, thông báo được đưa ra rằng Steve Evans đã chia tay  Crawley để đảm nhiệm chức vụ ở Rotherham United. Evans cho rằng "Theo ý kiến của tôi, tôi có thể dẵn dắt Crawley Town xa đến mức nào? Có lẽ là League One, nhưng xa hơn thì tôi không chắc chắn ". Trước đó Evans cũng thừa nhận sự thất vọng về sự ra đi của Matt Tubbs và Tyrone Barnett. Ngay sau đó trợ lý HLV Paul Raynor cũng rời CLB.
Ngày 5/5, Crawley giành suất lên League One, với một bàn thắng ở phút thứ 67 của Scott Neilson trước Accrington Stanley.
Thông báo được đưa ra ngày 12/5 rằng Crawley đang thương lượng chuẩn bị bổ nhiệm Sean O'Driscoll làm HLV. Tuy ngân sách eo hẹp nhưng Doncaster Rovers đã lên chơi ở Football League Championship trong mùa giải đầy đủ đầu tiên. Ông được bổ nhiệm làm HLV 4 ngày sau đó. Nhưng ông ta đã rời CLB ngày 12/7 để trở thành HLV mới của Nottingham Forest, cho thấy rắng ông ta chưa tiếp quản Crawley thi đấu một trận nào cả.
Ngày 7/8/2012, Crawley bổ nhiệm HLV Bury F.C. Richie Barker làm HLV mới của CLB.

### Khó khăn tài chính
Mặc dù Crawley Town F.C. từng khủng hoảng tài chính vào những năm cuối 1990, rắc rối bắt đầu xảy ra vào tháng 3 năm 2006 khi các cầu thủ và nhân viên bị cắt 50% lương và toàn bộ đội hình bị rao bán; Crawley rơi vào khủng hoảng vào tháng 6 năm đó. Tờ báo địa phương The Argus tiết lộ rằng nhiều ngày sau, chủ tịch Chas Majeed trở thành người phá sản chưa được phục quyền và vì vậy bị cấm giữ các chức vụ cao trong CLB. Majeed sau đó từ chức nhưng vẫn còn làm việc ở đó.
Cổ động viên của The Reds bắt đầu chiến dịch "Thẻ Đỏ" ("Red Card") để loại bỏ Chas Majeed và người anh Azwar Majeed của ông khỏi CLB. CLB được tiết lộ là đã nợ khoảng 1.1 triệu bảng Anh với gần £400,000 là của HM Revenue and Customs, và nhà Majeed tuyên bố họ đã nợ CLB £700,000. Tháng 7 năm đó, nợ tăng lên £1.4 triệu, bao gồm cả tiền nợ nhân viên cũ và hiện tại, và lời đề nghị 25 bảng bị các chủ nợ từ chối. Với việc HM Revenue and Customs không có ý định cho qua yêu cầu đó và trở thành chủ nợ lớn nhất (nhà Majeed không được quyền bầu chọn trong vấn đề này cho dù bị nợ tiền), có vẻ CLB không thể được cứu trợ nữa.
Trong một bước tiến gây dựng niềm tin vào đội ngũ quản lý mới, ngày 29 tháng 3 năm 2010 Crawley Borough Council đồng ý cho Crawley Town F.C. thuê sân Broadfield Stadium, và giúp duy trì cho sự tồn tại của câu lạc bộ.

## Sân vận động

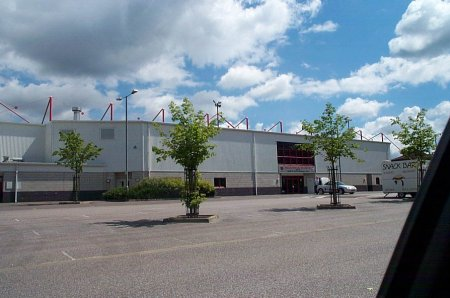
Broadfield Stadium

Crawley Town FC thi đấu 48 năm ở sân Town Mead cho đến khi nó được bán đi năm 1997. Sau đó CLB chuyển sang thi đấu ở sân Broadfield Stadium, cách thị trấn khoảng 2 dặm. Sân vận động có sức chứa 5,996 chỗ ngồi, sở hữu bởi Crawley Borough Council.
Tháng 1 năm 2012 việc đăng ký khán đài East Stand 2.000 chỗ ngồi (và cơ sở vật chất bao gồm cửa quay mới và dàn đèn theo tiêu chuẩn Premier League) được Crawley Council chấp nhận. Việc nâng cấp được yêu cầu để đáp ứng nội quy Giải đấu là phải có một sân vận động ít nhất 5.000 chỗ ngồi. Sau chỉ một tuần thi công, khán đài mới East Stand được hoàn thành ngày 2 tháng 4 năm 2012, nâng tổng sức chứa của Broadfield Stadium lên con số 5.500. Sau khi hoàn thành, trận đấu đầu tiên của Crawley với khán đài mới diễn ra với đối thủ ở League Two là Crewe Alexandra vào ngày 6 tháng 4. Trận đấu kết thúc với tỉ số hòa 1–1, với kỉ lục khán giả đến sân mới thiết lập là 4.723 (trước đó là 4.522).
Kỉ lục số khán giả đến sân cổ vũ đạt đến con số 5.880 vào ngày 5 tháng 1 năm 2013 khi Crawley Town thi đấu với Reading ở FA Cup.
Tháng 8 năm 2013 đội bóng được thông báo đã có nguồn tài trợ mới với công ty thương mại so sánh trực tuyến Checkatrade và đổi tên sân vận động thành Checkatrade.com Stadium.

## Cầu thủ
Tính đến 7 tháng 8 năm 2014.

### Đội hình hiện tại
Ghi chú: Quốc kỳ chỉ đội tuyển quốc gia được xác định rõ trong điều lệ tư cách FIFA. Các cầu thủ có thể giữ hơn một quốc tịch ngoài FIFA.
| Số | VT | Quốc gia         | Cầu thủ                   |
| -- | -- | ---------------- | ------------------------- |
| 1  | TM | Đan Mạch         | Brian Jensen              |
| 2  | HV | Ireland          | Lanre Oyebanjo            |
| 3  | HV | Anh              | Ryan Dickson              |
| 4  | TV | Cộng hòa Ireland | Conor Henderson           |
| 5  | HV | Anh              | Dean Leacock              |
| 6  | HV | Anh              | Sonny Bradley             |
| 7  | TV | Wales            | Gwion Edwards             |
| 8  | TV | Anh              | Jimmy Smith               |
| 9  | TĐ | Anh              | Izale McLeod              |
| 10 | TĐ | Anh              | Dean Morgan               |
| 11 | TV | Anh              | Josh Simpson (đội trưởng) |
| 12 | HV | Wales            | Joe Walsh                 |
| 14 | TĐ | Anh              | Lewis Young               |

| Số | VT | Quốc gia | Cầu thủ                                        |
| -- | -- | -------- | ---------------------------------------------- |
| 16 | TV | Wales    | Lee Fowler                                     |
| 17 | TV | Anh      | Blair Anderson                                 |
| 18 | TĐ | Anh      | Matt Harrold                                   |
| 20 | TV | Anh      | Bobson Bawling                                 |
| 21 | TĐ | Anh      | Gavin Tomlin                                   |
| 22 | TV | Canada   | Emmett O'Connor                                |
| 23 | TV | Anh      | Ryan Richefond                                 |
| 24 | TV | Anh      | Bradley Isaacs                                 |
| 25 | HV | Anh      | Darren Ward (mượn từ Swindon Town)             |
| 26 | TV | Anh      | Anthony Wordsworth (on loan from Ipswich Town) |
| 27 | TM | Anh      | Scott Dutton (mượn từ Wolverhampton Wanderers) |
| 30 | TM | Wales    | Lewis Price (mượn từ Crystal Palace)           |
| 33 | TV | Jamaica  | Marvin Elliott                                 |

### Cho mượn
Ghi chú: Quốc kỳ chỉ đội tuyển quốc gia được xác định rõ trong điều lệ tư cách FIFA. Các cầu thủ có thể giữ hơn một quốc tịch ngoài FIFA.
| Số | VT | Quốc gia | Cầu thủ                  |
| -- | -- | -------- | ------------------------ |
| 15 | TV | Anh      | Charles Banya (ở Woking) |

## Ban điều hành
| Vị trí                           | Tên                     |
| -------------------------------- | ----------------------- |
| HLV                              | Dean Saunders (interim) |
| Trợ lý HLV                       | Paul Groves             |
| Trưởng Vật lý trị liệu           | Luigi Cerullo           |
| Trưởng Khoa học y tế và thể thao | Niall Clark             |
| Phân tích thi đấu                | Luke Dimery             |
| Trưởng Thăm dò                   | Lil Fuccillo            |
| Bác sĩ CLB                       | Dr. Jerry Hill          |
| Quản lý trang phục               | Marco Quasimodo         |

## Ban điều hành & nhân viên
| Chủ tịch             | Les Turnbull    |
| Giám đốc             | Dave Pottinger  |
| Người chỉ đạo        | Michael Dunford |
| Người chỉ đạo        | Sue Carter      |
| Người chỉ đạo        | Ian Carter      |
| Người chỉ đạo        | Dave Pottinger  |
| Trợ lý chỉ đạo       | Matt Turner     |
| CEO                  | Michael Dunford |
| Thư ký công ty       | Alan Foot       |
| Quản lý thương mại   | Ewan Dunlop     |
| Quản lý kế toán      | Kelly Derham    |
| Quản lý truyền thông | Bruce Talbot    |
| Quản lý SVĐ          | Peter Wimshurst |

## Các danh hiệu (đội hình chính)
- Mid Sussex Senior League 1902–03
- Montgomery Cup 1925–26
- Sussex Intermediate Cup 1927–28
- Metropolitan League Challenge Cup 1958–59
- Highest Placed Amateurs Award 1961–62
- Sussex Professional Cup 1969–70
- Southern League Merit Cup 1970–71
- Gilbert Rice Floodlight Cup 1979–80, 1983–84
- Southern Counties Combination Floodlight League 1985–86
- Sussex Senior Cup 1989–90, 1990–91, 2002–03, 2004–05
- Sussex Floodlight Cup 1990–91, 1991–92, 1992–93, 1998–99
- Roy Hayden Trophy 1990–91, 1991–92
- William Hill Senior Cup 1992–93
- Southern League Cup Winners 2002–03, 2003–04
- Southern League Championship Trophy 2003–04, 2004–05
- Southern League Champions 2003–04
- Conference National Champions 2010–11
- Quyền thăng hạng ở Football League Two, 2011–12

## Thứ hạng giải đấu
| Mùa giải | Hạng đấu            | Vị thứ | Ghi chú     |
| -------- | ------------------- | ------ | ----------- |
| 2002–03  | Southern League     | 7      | –           |
| 2003–04  | Southern League     | 1      | Vô địch     |
| 2004–05  | Conference National | 12     | –           |
| 2005–06  | Conference National | 17     | Trừ 3 điểm  |
| 2006–07  | Conference National | 18     | Trừ 10 điểm |
| 2007–08  | Conference National | 15     | Trừ 6 điểm  |
| 2008–09  | Conference National | 9      | –           |
| 2009–10  | Conference National | 7      | –           |
| 2010–11  | Conference National | 1      | Vô địch     |
| 2011–12  | Football League Two | 3      | Promotion   |
| 2012–13  | Football League One | 10     | –           |
| 2013–14  | Football League One | 14     | –           |